# Cal Monjo (el Prat de Llobregat)
Cal Monjo és la masia més antiga del terme del Prat de Llobregat que encara es conserva. L'actual propietari és Joan Marín i Giralt. Hi guarda un ramat format per uns 800 caps d'ovelles, aproximadament. Els historiadors daten la construcció en diferents etapes entre els segles xv i xvi.
Construït amb pedra de Montjuïc té un elevat cos central i una façana d'estil basilical amb arc a la part del mig. Als laterals té forma d'arc invertit. També hi trobem la teulada amb dos vessants per recollir l'aigua de la pluja emmagatzemada a la cisterna. La casa té uns 600 m², amb planta, pis i golfes on es guardava el gra. Està envoltada d'un clos de pedra que la defensa de les riuades. En la façana es llegeix parcialment el nom de Torre de l'Estacada, que pel que sembla era un indret on es clavaven estaques per prevenir les constants sortides del riu. A l'esquerra de la casa encara hi ha restes de la primitiva casa feta amb canyissos, fang i fusta. L'any 1872 el propietari era Joan Ignasi Sostre. Després va anant canviant tant de propietaris com de masovers: Francesc Pareres, Josep Parellada i la família Portillo entre d'altres. La darrera família que hi va viure va ésser la Portillo. Aquesta família va treballar-hi les vuit mujades de terra fèrtil. El matrimoni era format per Josep Portillo i Julià i la seva esposa Antònia Puig i Ginabreda.